# Castle on the Hill
«Castle on the Hill» —en español: ‘Castillo en la colina’—  es una canción del cantautor británico Ed Sheeran. Fue lanzada el 6 de enero de 2017 junto con "Shape of You", y forma parte de su tercer álbum de estudio ÷.
El tema del sencillo rodea la ciudad donde vivió toda su infancia y adolescencia Ed Sheeran, Framlingham y él recuerda historias de "fumar cigarrillos enrollados a mano" y "emborracharse [con] amigos" en este lugar. El castillo mencionado en la canción es el castillo de Framlingham, y en enero de 2017, Sheeran fue invitado a cantar en él. 

## Antecedentes
El 4 de enero, Sheeran subió un vídeo teaser de 7 segundos de un fondo azul a las redes sociales, con letras "Cuando tenía seis años me rompí la pierna", que es la primera línea de la canción. "Castle on the Hill" es un "homenaje a crecer en Framlingham, Suffolk".

## Promoción
"Castle on the Hill" fue acompañado por un vídeo lírico en su lanzamiento.

## Posicionamiento en listas

### Semanales
| Alemania        | Official German Charts  | 2  |
| Australia       | ARIA Top 100 Singles    | 2  |
| Austria         | Ö3 Austria Top 40       | 2  |
| Bélgica (Fl)    | Ultratop                | 2  |
| Bélgica (W)     | Ultratop                | 25 |
| Canadá          | Canadian Hot 100        | 2  |
| Dinamarca       | Tracklisten             | 2  |
| Eslovaquia      | Singles Digital Top 100 | 2  |
| Eslovenia       | SloTop50                | 44 |
| Escocia         | Scottish Singles Chart  | 1  |
| España          | PROMUSICAE              | 2  |
| Estados Unidos  | Billboard Hot 100       | 6  |
| Finlandia       | Suomen virallinen lista | 4  |
| Francia         | SNEP                    | 3  |
| Hungría         | Single Top 40           | 3  |
| Irlanda         | IRMA                    | 2  |
| Italia          | FIMI                    | 3  |
| Japón           | Japan Hot 100           | 39 |
| Noruega         | VG-lista                | 3  |
| Nueva Zelanda   | NZ Top 40 Singles Chart | 2  |
| Países Bajos    | Dutch Top 40            | 4  |
| Polonia         | Polish Airplay Top 100  | 61 |
| Portugal        | AFP                     | 3  |
| Reino Unido     | UK Singles Chart        | 2  |
| República Checa | Singles Digitál Top 100 | 2  |
| Suecia          | Sverigetopplistan       | 2  |
| Suiza           | Schweizer Hitparade     | 2  |

### Certificaciones
| País           | Organismo certificador | Certificación | Ventas certificadas | Ref.   |
| -------------- | ---------------------- | ------------- | ------------------- | ------ |
| Alemania       | BVMI                   | Platino       | 400 000             | [ 30 ] |
| Australia      | ARIA                   | 5× Platino    | 350 000             | [ 31 ] |
| Austria        | IFPI — Austria         | Platino       | 15 000              | [ 32 ] |
| Bélgica        | BEA                    | Platino       | 20 000              | [ 33 ] |
| Canadá         | Music Canada           | 4× Platino    | 320 000             | [ 34 ] |
| Dinamarca      | IFPI — Dinamarca       | 2× Platino    | 180 000             | [ 35 ] |
| España         | PROMUSICAE             | Platino       | 40 000              | [ 36 ] |
| Estados Unidos | RIAA                   | 2× Platino    | 2 000 000           | [ 37 ] |
| Francia        | SNEP                   | Platino       | 150 000             | [ 38 ] |
| Irlanda        | IRMA                   | 6× Platino    | 90 000              | [ 39 ] |
| Italia         | FIMI                   | 2× Platino    | 100 000             | [ 40 ] |
| Nueva Zelanda  | RMNZ                   | 2× Platino    | 60 000              | [ 41 ] |
| Países Bajos   | NVPI                   | Platino       | 20 000              | [ 42 ] |
| Polonia        | ZPAV                   | 2× Platino    | 40 000              | [ 43 ] |
| Reino Unido    | BPI                    | 3× Platino    | 1 800 000           | [ 44 ] |
| Suecia         | IFPI — Suecia          | 4× Platino    | 160 000             | [ 45 ] |

## Historial de lanzamientos
| País           | Fecha de lanzamiento | Formato           | Discográfica     | Ref.   |
| -------------- | -------------------- | ----------------- | ---------------- | ------ |
|                | 6 de enero de 2017   | Descarga digital  | Asylum Records   |        |
| Estados Unidos | 16 de enero de 2017  | Adult alternative | Atlantic Records | [ 46 ] |